# Douane-entrepot

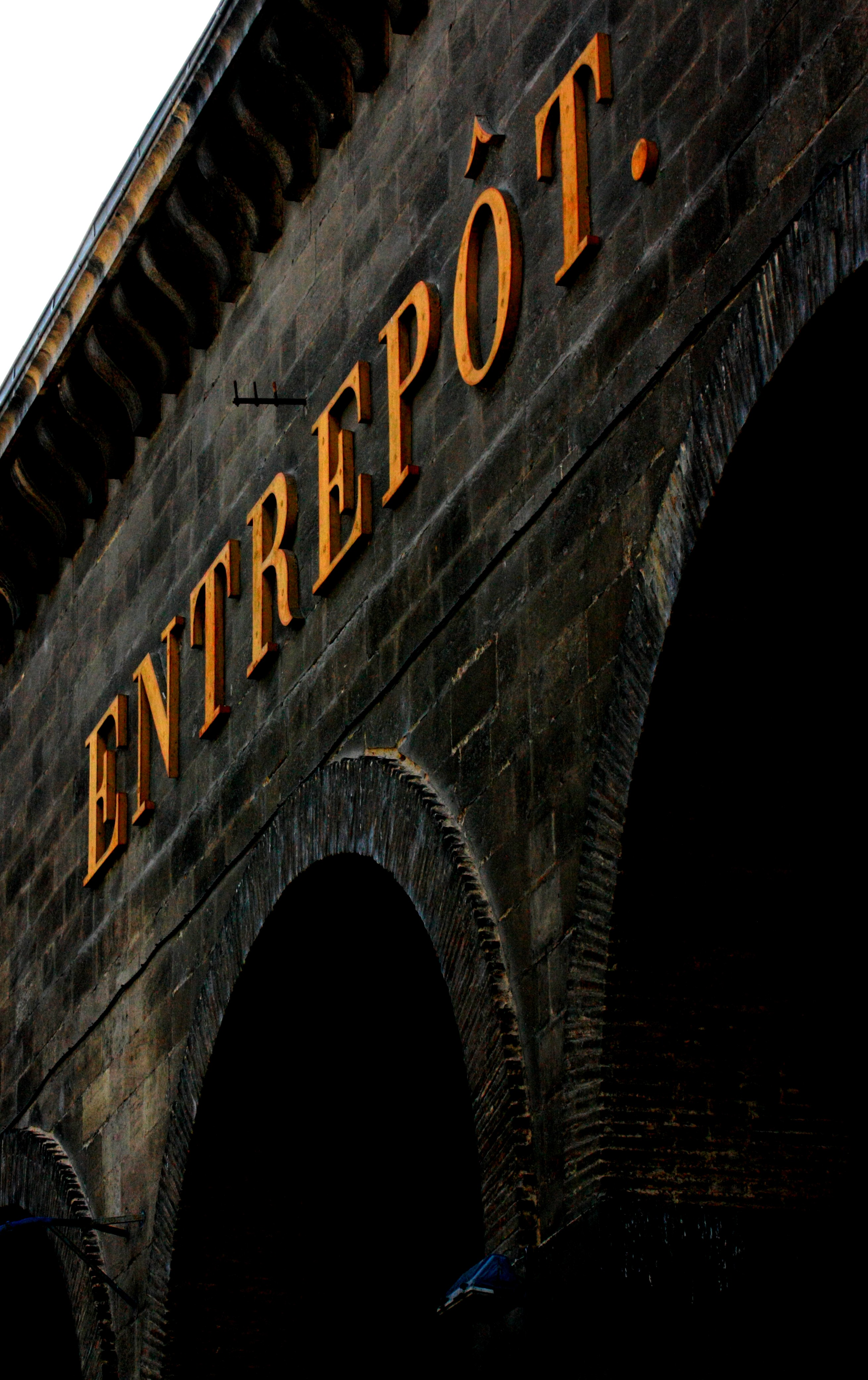
Entrepôt Lainé (Bordeaux)

Een entrepot is een economische douaneregeling. Het woord entrepot is afkomstig uit het Frans (entrepôt) en betekent een verzegelde opslagplaats, meestal een grote loods, een pakhuis of ook een koel- en vrieshuis, waar aangevoerde goederen uit het buitenland onder douanetoezicht opgeslagen worden waarvan de bestemming, met name verbruik in binnen- of buitenland, mogelijk nog niet vaststaat. De lading is entre of "tussen" herkomst en bestemming.
Zolang de goederen in het entrepot zijn opgeslagen (en de uiteindelijke bestemming niet vaststaat), zijn er over deze goederen (voorlopig) geen invoerrechten verschuldigd. Bij het verlaten van het entrepot moeten alleen dan invoerrechten betaald worden, indien de goederen in het vrije verkeer van de EU worden gebracht.
Aan de opslag in een douane-entrepot zijn geen termijnen verbonden. Ook mogen er bepaalde behandelingen in een douane-entrepot plaatsvinden.

## Typen douane-entrepots
In het Communautair Douanewetboek wordt onderscheid gemaakt tussen verschillende soorten douane-entrepots:
- publieke entrepots (type A, B en F)
- particuliere entrepots (type C, D en E)

Bij het publieke entrepot kan een ieder opslaan. De beheerder (entreposeur) verhuurt ruimten aan anderen terwijl bij het particuliere entrepot de beheerder zelf opslaat en ook diegene is onder wiens verantwoording de opgeslagen goederen vallen (entrepositaris).
Het vestigen van een douane-entrepot is altijd gebonden aan een vergunning van de douane. Afhankelijk van het type douane-entrepot moet de ruimte waar wordt opgeslagen en de voorraadadministratie zijn goedgekeurd.

### Entrepot type A
Bij het publieke entrepot type A is de entreposeur alleen verantwoordelijk voor de opslag van de goederen, de entrepositaris daarentegen voor de administratieve begeleiding en aangifte. Entrepot type A komt echter in Nederland niet voor.

### Entrepot type B
Het douane-entrepot type B wordt gekwalificeerd als een publiek entrepot. Dit betekent dat iedereen in dit entrepot goederen kan opslaan. Toezicht vindt plaats aan de hand van de aangiften tot plaatsing onder de regeling douane-entrepot en de aangever van de goederen (titularis) is aansprakelijk voor de opgeslagen goederen. De vestiging van het entrepot kan alleen plaatsvinden in de buurt van een douanekantoor. Hoewel de douanewetgeving een opslag voor onbepaalde tijd toestaat, is het gebruikelijk dat de douane de opslagdocumenten periodiek vervangt:
Kenmerken entrepot type B:
- geldigheidsduur van de opslagdocumenten is maximaal 1 jaar.
- controle van de opgeslagen goederen aan de hand van de opslagdocumenten.
- zekerheidstelling door titularis van het opslagdocument.
- douanesluiting van de ruimte van opslag van bepaalde goederen.
- fysieke controle bij in- en uitslag van de goederen.
- periodieke opneming van de opgeslagen goederen.

### Entrepot type C
Het douane-entrepot type C is een particulier douane-entrepot. Dit betekent dat alleen goederen mogen worden opgeslagen door de beheerder van het entrepot. De beheerder hoeft geen eigenaar van de goederen te zijn. De vestiging van dit type entrepot moet in de buurt van een douanekantoor plaatsvinden.
Kenmerken entrepot type C:
- opslag heeft een onbeperkte geldigheidsduur.
- geen opslagdocumenten, controle van de opgeslagen goederen aan de hand van de voorraadadministratie.
- zekerheidstelling voor de opgeslagen goederen door de beheerder.
- geen douanesluiting van de ruimte.
- kennisgeving vooraf van de in- en uitslagen aan de douane. Dit wordt vaak vervangen door zogenaamde passieve kennisgeving, waarbij er alleen een aantekening in de administratie hoeft worden gemaakt.
- bij in- en uitslag van goederen steekproefsgewijs fysieke controle.

Voor de inslag van de goederen in dit type douane-entrepot moet een douaneaangifte worden gedaan. Deze aangifte is gezuiverd als de goederen zijn opgenomen in de administratie. De uitslag van de goederen vindt plaats door de goederen weer een toegestane douanebestemming te geven. Veelal zal dit een andere douaneregeling zijn.

### Entrepot type D
Het douane-entrepot type D lijkt veel op een douane-entrepot type C. De goederen die in dit douane-entrepot opgeslagen worden, zijn in principe bestemd om na de opslag in het vrije verkeer van de EU te brengen. Het toezicht van de douane is hoofdzakelijk administratief. De wegnemingen worden periodiek geregulariseerd met een globale aangifte. De berekening van de belasting (invoerrechten) bij uitslag met bestemming in het vrije verkeer brengen, kan daarbij plaatsvinden aan de hand van de goederengegevens op het tijdstip van uitslag in het entrepot. Bij de uitslag worden de rechten berekend op de laagste waarde van de goederen, hetzij bij de inslag, hetzij bij de uitslag. Als de waarde of de marktprijs intussen gedaald zou zijn, zal dus die lagere maatstaf van heffing genomen worden. Type D is de meest voorkomende vorm in België.

### Entrepot type E
Het douane-entrepot E moet voldoen aan hoge eisen voor de administratie en de administratieve organisatie. Het kenmerkende verschil is dat het entrepot niet is gebonden aan een bepaalde plaats of ruimte. De vergunninghouder kan overal goederen opslaan. Voor het overige zijn dezelfde bepalingen van toepassing als die gelden voor het type C en type D.
Dit wordt ook wel fictief entrepot genoemd.

### Entrepot type F
Het douane-entrepot type F is een publiek entrepot dat door de douane is ingericht en beheerd wordt. Douane-entrepot type F komt echter in Nederland niet voor.

## Behandeling van goederen in douane-entrepot
De douane kan toestemming verlenen om in een entrepot opgeslagen goederen te behandelen. De communautaire wetgeving spreekt over "gebruikelijke handelingen". De behandelingen kunnen worden onderscheiden in drie categorieën:
- bewaring in goede staat (bijvoorbeeld vervanging van verpakkingsmiddelen).
- verbetering van de presentatie of handelskwaliteit (bijvoorbeeld voorzien van etiketten).
- voorbereiding op de distributie of wederverkoop (bijvoorbeeld samenstellen sets).

Belangrijk hierbij is dat deze gebruikelijke behandelingen niet mogen worden verward met de douaneregelingen actieve veredeling en behandeling onder douanetoezicht. Bij de gebruikelijke behandelingen blijven de goederen onder de douaneregeling douane-entrepot.

## Vrij entrepot
Het vrij entrepot kan worden vergeleken met een stukje "buitenland" in de EU.
Kenmerken vrij entrepot:
- douanegoedkeuring van de ruimte.
- douanesluiting van de ruimte.
- beperkte administratieve verplichtingen.
- onbeperkte opslagduur.
- geen zekerheidstelling gedurende opslag.
- een ieder kan goederen opslaan.
- aanvoerdocumenten worden bij inslag gezuiverd.
- geen documenten gedurende opslag.
- bij uitslag moet weer aangifte worden gedaan.

## Het Entrepotdok Amsterdam
Het Entrepotdok in Amsterdam werd tussen 1827 en 1830 aan de Rapenburgergracht gebouwd (nu Entrepotdok), voor de tijdelijke opslag voor goederen die niet voor Amsterdam zelf waren bestemd. Het was voorzien als een dok, alleen toegankelijk vanaf het water en door een enkele poort in een muur aan de landzijde. Een uitbreiding volgde al gauw; van 1837 tot 1840 werd het complex aanzienlijk uitgebreid. De Kalenderpanden, Entrepotdok nrs. 87 t/m 98, januari t/m december, waren deel van deze uitbreiding.
Tussen 1897 en 1899 werd het aangevuld door de Nieuw-Entrepôt of Gemeentelijk Handels Entrepôt aan de Entrepothaven.

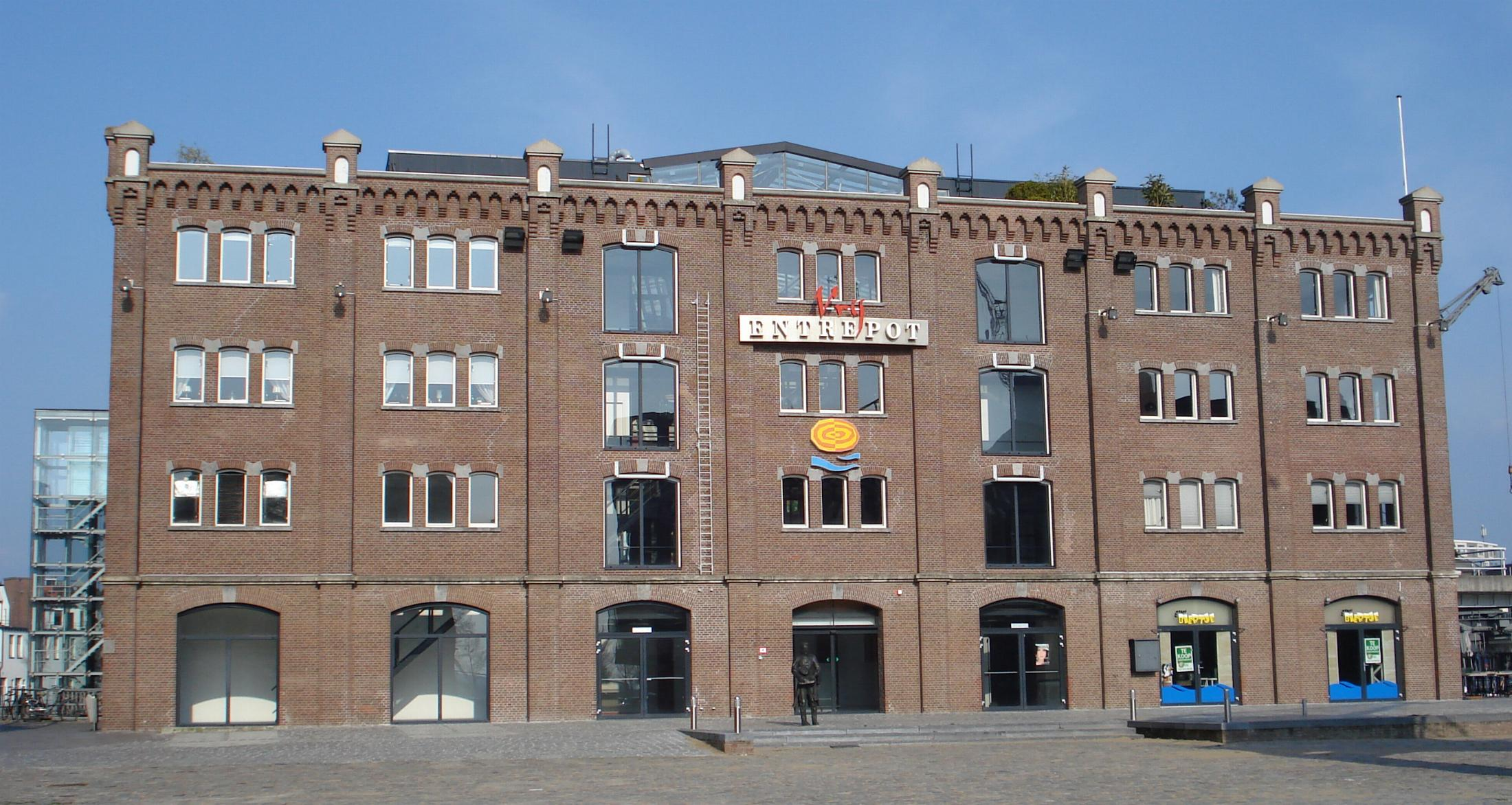
Entrepotgebouw De Vijf Werelddelen, Rotterdam

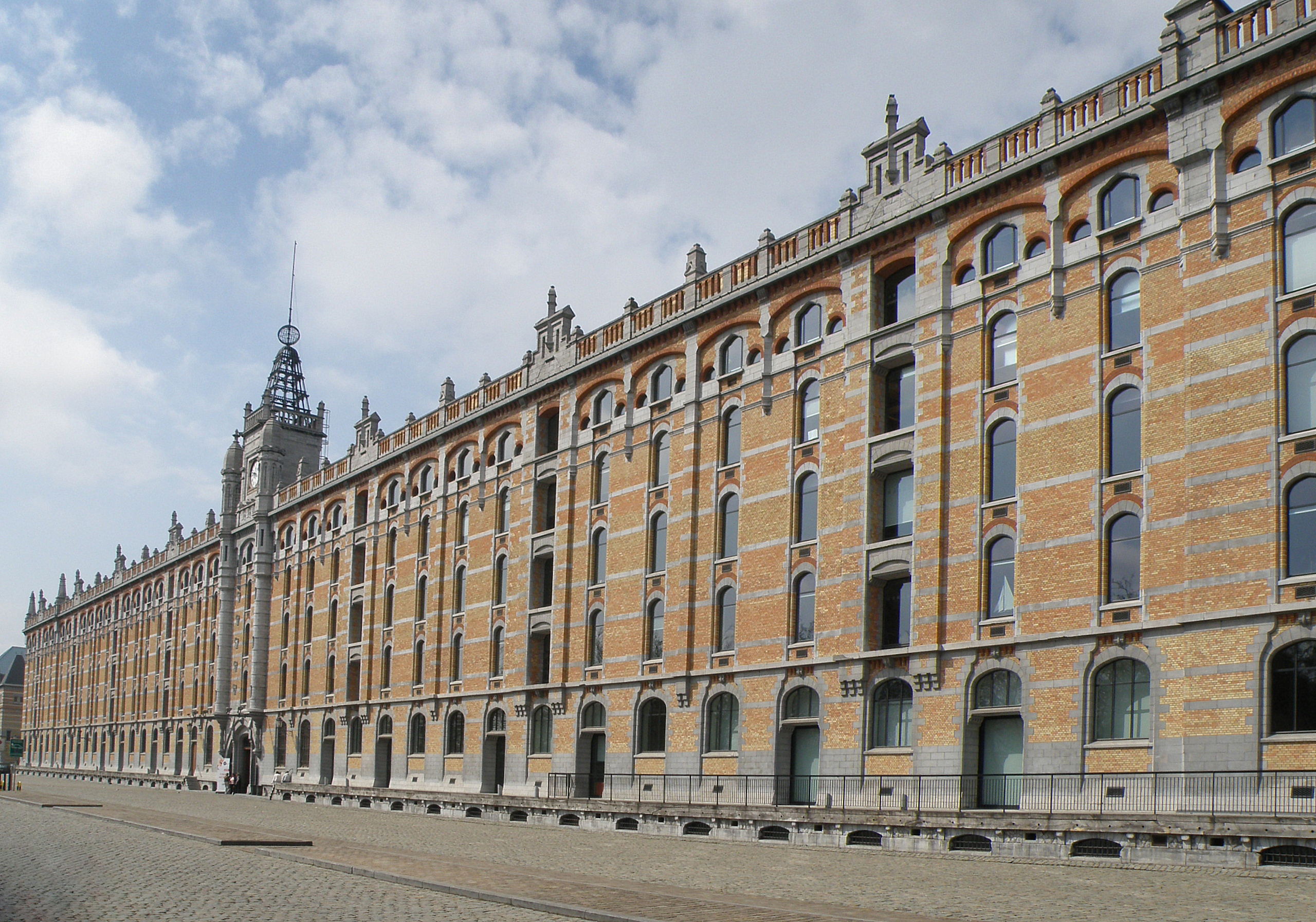
Het "Koninklijk Pakhuis" (Thurn en Taxis), Brussel

## De Entrepothaven Rotterdam
Eind 19e eeuw werd op Feijenoord een aantal nieuwe havens gegraven, wegens de sterke toename van de handel. De Entrepothaven en de Binnenhaven werden samen met het Entrepotgebouw en het Poortgebouw gerealiseerd door de handelmaatschappij van Lodewijk Pincoffs: de Rotterdamsche Handelsvereeniging (RHV). Het Entrepotgebouw 'De Vijf Werelddelen' dateert uit 1897 en huisvestte pakhuizen die werden gebruikt voor de opslag van koffie, thee, suiker en specerijen. Het bestaat nu uit luxe appartementen, restaurants, winkels en een wereldsupermarkt, de havens zijn jachthaven geworden, City Marina Rotterdam. De handel is naar het westen, de Botlek en Maasvlakte verschoven.

## De Stapelhuizen van Brussel
In de haven van Brussel zijn achtereenvolgens drie stapelhuizen gebouwd met het oog op de tijdelijke opslag van handelswaar onder toezicht van de douane.